# Кривуха (Псковская область)
Кривуха — деревня в Дновском районе Псковской области России. Входит в состав Выскодской волости Дновского района.
Расположена на северо-востоке района, на реке Полонка, в 29 км к востоку от районного центра, города Дно и в 3 км к юго-западу от волостного центра, деревни Морино.

## Население
| 2001 | 2002 | 2010 |
| ---- | ---- | ---- |
| 81   | ↘75  | ↘45  |

Численность населения деревни составляла на 2000 год — 81 человек, на 2010 год — 66 человек.

## История
С 1995 до 2015 года входила в состав Моринской волости.